# 梅店水库
梅店水库是中国湖北省武汉市黄陂区境内的一座水库，位于滠水支流梨树河上，建于1969年。水库正常库容为8730万立方米，集雨面积为110平方千米，海拔为64.26米。